# Dichomeris illusio
Dichomeris illusio is een vlinder uit de familie van de tastermotten (Gelechiidae). De wetenschappelijke naam van de soort is voor het eerst geldig gepubliceerd in 1986 door Hodges.

## Type
- holotype: "female, USNM Genitalia Slide No. 12203. USNM Genitalia Slide No. 12203"
- instituut: USNM
- typelocatie: "USA, Florida, Hastings"[3]